# Les Enfers
Les Enfers (toponimo francese) è un comune svizzero di 138 abitanti del Canton Giura, nel distretto delle Franches-Montagnes.

## Storia
Nel 1817 ha inglobato il comune soppresso di Cerniévillers.

## Società

### Evoluzione demografica
L'evoluzione demografica è riportata nella seguente tabella:
Abitanti censiti

## Amministrazione
Ogni famiglia originaria del luogo fa parte del cosiddetto comune patriziale e ha la responsabilità della manutenzione di ogni bene ricadente all'interno dei confini del comune.